# Termas do Cró
O Complexo Termal do Cró é uma estância termal de Portugal. O complexo está situado entre as freguesias da Rapoula do Côa e do Seixo do Côa, a 15 km para a norte do Sabugal no Distrito da Guarda. O local é atravessado pelo Ribeiro do Cró, também conhecido por Ribeira do Boi, que efectua a separação entre as duas freguesias e pode ser cruzado através de uns pontões.

## História
Estas águas medicinais poderão ter uma utilização antiquíssima, pois existem alguns indícios (cerâmicas de construção e moedas) que apontam para uma possível presença no local em período romano, no entanto, a referência mais antiga ao Cró é de 1726, da autoria de Francisco da Fonseca Henrique, que já então falava dos notáveis efeitos curativos dos banhos destas águas e da necessidade de se criarem aí instalações apropriadas.
Desde sempre a nascente despertou grande interesse na região, sendo um dos primeiros grandes entusiastas do melhoramento das condições de captação de água do Cró, e que para tal não se poupou a esforços, José Dinis da Fonseca, chegando mesmo a mandar efectuar os primeiros exames das águas na Academia Politécnica do Porto, em 1891.

As termas foram então continuando a ser usadas pelas mais diversas pessoas, vindo mesmo algumas de fora do país, e em 1909, Guilherme Ivens Ferrás, tentou implementar um primeiro projecto sério de reestruturação e exploração do local e das suas águas que, por vários motivos, não foi para a frente.

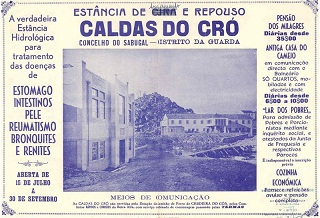
Termas-do-cro2

Somente em 1935, durante a gerência de António Monteiro e Joaquim Manuel Antunes, se construiu um balneário. Para além deste, formavam parte do complexo termal, a igreja da Senhora dos Milagres, a Pensão dos Milagres (onde os banhistas se alojavam durante a época balnear e tomavam as suas refeições), o antigo posto telefónico e de correios, os poços de armazenamento de água termal e algumas casas que pertenciam a pessoas de maiores posses, que aí iam tomar banhos. Os edifícios pertencentes ao complexo termal estão dispersos pelas duas margens do ribeiro, em ambas freguesias.

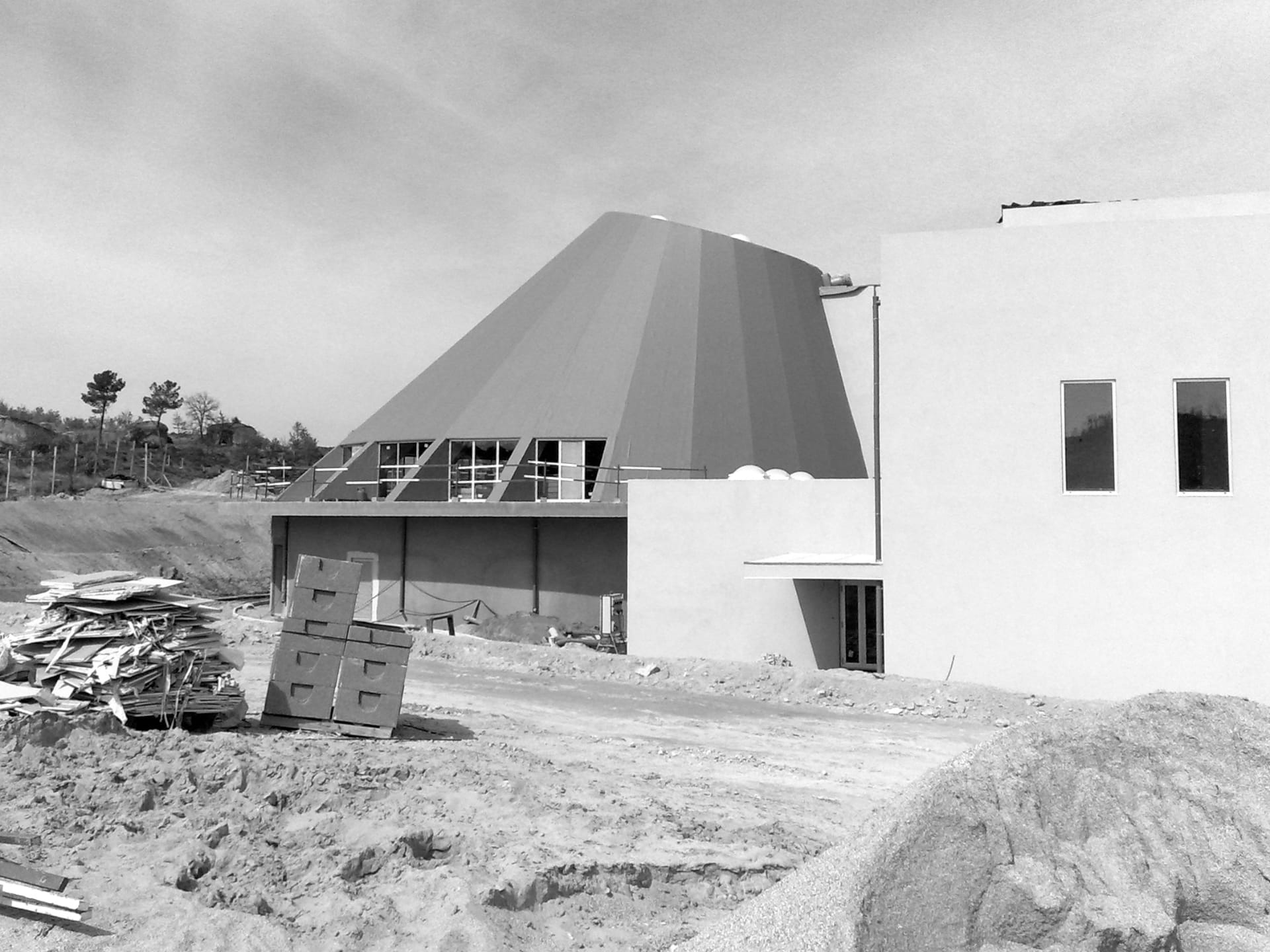
Balneário Termal do Cró durante a sua construção.

Esta administração manteve-se à frente dos destinos das termas do Cró até 1955, altura em que estas foram vendidas à sociedade de Alberto Dinis da Fonseca, Joaquim da Fonseca e Aureliano Dias Fernandes, coincidindo então com o período áureo do Cró. O abandono da gestão das termas por parte da sociedade veio a ocorrer na década de 70, mais concretamente em 1974, ano em que a sociedade se considerou incapaz de abrir a estância, tais eram as dificuldades financeiras, pois os prejuízos começaram a acumular-se. Uma vez abandonada a exploração, os edifícios foram votados ao abandono e sujeitos a pilhagens e actos de vandalismo.
Em 2000, a câmara do Sabugal chama a si a exploração termal, encomendando um estudo sobre a viabilidade económica, de saúde, turismo e recuperação urbana das Caldas. Os resultados deste estudo foram apresentados em Julho de 2002, prevendo-se a construção de um novo balneário, a recuperação dos edifícios em ruína para alojamentos e apoio ao turismo, a construção de um parque termal com piscinas e campos de jogos, e uma zona residencial e comercial.
Em 2001, a Câmara Municipal construiu um balneário provisório onde foi realizado um estudo médico – hidrológico a fim de comprovar o efeito benéfico da água para a saúde. As Caldas começaram a funcionar numa fase experimental, com 500 aquistas, situação que se repetiu no ano seguinte e em 2003.
Mais tarde, iniciou-se a construção do tão ambicionado balneário, que foi inaugurado em 2013, resultado de um concurso público de concepção e construção cujo custo é de cerca de 5 milhões de euros, a cargo do arquitecto Manuel Abreu e Lima. O projecto propõe áreas destinadas à fisioterapia e reabilitação, incluindo ginásio de adultos e outro para crianças, piscina, entre outros.

## Características da água
- Água fracamente mineralizada, com reacção muito alcalina e sob o ponto de vista iónico designa-se por ser bicarbonatada sódica, carbonatada, fluoretada, sulfidratada, sendo uma água sulfúrea.

## Indicações terapêuticas
- Pelas suas propriedades, estas águas estão indicadas para tratamento de problemas reumáticos e músculo-esqueléticos e afecções respiratórias. (Reconhecidas ao abrigo do Despacho nº 8047/2008, de 18 de Março). Muitos termalistas procuram-nas também para problemas de pele.Termas-do-cró

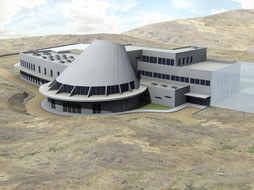
Termas-do-cró

## Principais patologias
- Perturbações músculo-esqueléticas e reumáticas (Osteoartrose, Reumatismos Inflamatórios e abarticulares (ombro doloroso, nevralgias e ciatalgias), Artropatias traumáticas e Pós-operatório Ortopédico).
- Aparelho respiratório (Rinite, Sinusite, Bronquite, Faringite, Asma Brônquica, DPOC).
- Doenças de pele e patologias dermatológicas (psoríase, eczema, úlceras varicosas, acne).

## Localização
- As Termas do Cró situam-se na Freguesia de Rapoula do Côa, EN 324 6320-523 Sabugal. Pela A25 saída Sabugal - EN 324. Pela A23 saída Caria/Sabugal - EN 18-3
- GPS - 40° 26' 47.31" N  7° 2' 35.22" W

## Onde ficar
- Em 2015 foi fundado o hotel rural do cró, é um conceito inovador de hotelaria em espaço rural, integrando simultaneamente um complexo termal de referência a nível nacional.

Construído de raiz dispõe de 30 quartos, 26 duplos e 4 suites com varanda e banheira panorâmica.  Todos os quartos estão equipados com TV LCD, TV Satélite, Telefone, Ar condicionado, Secador de cabelo, Minibar (possibilidade de reposição por pedido), Cofre e Internet gratuita (wi-fi). Na cidade do Sabugal, a uma distância de cerca de 14 Km existem diversas unidades hoteleiras, nomeadamente a Albergaria Santa Isabel (****), a qual dispõe de 55 quartos (49 duplos, 4 suites e 2 quartos para deficientes) e a Hospedaria Senhora da Graça a qual dispõe de 27 quartos individuais, 3 quartos de casal. Em Sortelha localizam-se diversas unidades de Turismo de Habitação e Rural.